# Петрівське (Горлівський район)
Петрі́вське — село Сніжнянської міської громади Горлівського району Донецької області (до 2020 року в Шахтарському районі), Україна. Населення становить 369 осіб.

## Загальні відомості
Відстань до райцентру становить близько 25 км і проходить автошляхом місцевого значення.
Землі села межують із територією с-ща. Балка Сніжнянська міська рада та с. Артемівка Амвросіївського району Донецької області.
Неподалік від села розташований регіональний ландшафтний парк Донецький кряж.
Унаслідок російської військової агресії із серпня 2014 р. Петрівське перебуває на території ОРДЛО.

## Війна на сході України
У часі російсько-української війни 2014 року село після запеклих боїв практично зруйноване повністю, спалені дотла або пошкоджені постійними артобстрілами, зруйновані усі комунікації — газ, вода, електрика. Станом на першу декаду вересня 2014-го у селі проживає близько 40 людей.

## Населення
За даними перепису 2001 року населення села становило 369 осіб, із них 81,57 % зазначили рідною мову українську та 18,43 % — російську.